# 貝澤耕一
貝澤 耕一（かいざわ こういち、1946年 - ）は、NPO法人 ナショナルトラスト チコロナイ理事長

## 生涯
1946年に生まれる。父親は、平取町議会議員も務めた貝澤正である。北海道日高支庁沙流郡平取町二風谷出身。
地元の小学校、中学校、高校に通い、酪農学園大学短期大学部に進学する。
父親より、二風谷にある農地を受け継ぎ、農業を営む。シケレペ農場を経営している。萱野茂や貝澤正と共に、二風谷ダム建設反対運動に取り組む。平取アイヌ文化保存会の事務局長に就任している。1992年3月2日の貝澤正の死去後、二風谷ダム建設差し止め訴訟の原告となる。1997年3月27日、二風谷ダムの撤去という主張をはねたものの、裁判費用は国と北海道収用委員会が負担する内容の、札幌地方裁判所の判決が実現する。
2001年11月、植林活動を手がけるNPO法人チコロナイの設立の中心人物となる。